# 카롤린 베이트
카롤린 베이트(Caroline Veyt, 1975년 6월 16일 ~ )는 벨기에의 배우이다.